# Bolshói Beisug
Bolshói Beisug (del ruso: Большо́й Бейсу́г) es un jútor del raión de Briujovétskaya del krai de Krasnodar en el sur de Rusia. Está situado en la orilla izquierda del río Beisug, frente a Anapski, 16 km al este de Briujovétskaya y 83 km al norte de Krasnodar, la capital del krai. Tenía 1 580 habitantes en 2010
Es cabeza del municipio rural Bolshebeisúgskoye, al que pertenecen asimismo Priréchnoye y Járkovo-Poltávskoye.